# Route nationale 8 (Belgique)
Pour les articles homonymes, voir N8 et Route nationale 8.
La route nationale 8 est une route reliant Bruxelles à Coxyde en passant par Courtrai. La vitesse limite est en général de 50 à 90 km/h. La route se termine à Coxyde. Elle a une longueur totale de 152 kilomètres.

## Tracé
Le tracé de la N8 est en fait une série de plusieurs tronçons de grands axes routiers.

### Bruxelles - Ninove - Brakel - Leupegem
La route débute sur la Petite Ceinture de Bruxelles, près de Molenbeek-Saint-Jean, et emprunte un itinéraire presque droit mais vallonné à travers le Pajottenland jusqu'à Ninove , 20 kilomètres plus à l'ouest. L'itinéraire continue ensuite via Herzele ( Steenhuize-Wijnhuize ) et Grammont ( Ophasselt ) puis traverse le paysage vallonné des Ardennes flamandes jusqu'à Brakel en direction de Renaix . À Brakel, la N8 tourne vers le nord-ouest en direction d'Audenarde et monte le long du Kleiberg jusqu'à Zegelsem . Après Zegelsem, la route se situe sur la frontière naturelle entre la vallée de Maarkebeek au sud et les vallées du Perlinkbeek, du Krombeek, du Borrebeek, du Spouwwaterbeek et du Riedekensbeek au nord. La route atteint esnuite son point culminant au sommet de la colline Berg ten Stene . Un peu plus loin, la N8 passe au-dessus du Varentberg . Avant Audenarde, la route descend vers la vallée de l'Escaut via l' Edelareberg jusqu'à Leupegem .
De nombreux accidents dus à la vitesse excessive des automobilistes ont eu lieu sur divers tronçons droits de la N8, notamment entre Bruxelles et Ninove comportant deux voies par sens, De nombreux radars ont désormais été placés sur ce tronçon pour tenter de limiter les excès de vitesse. La route joue un rôle important dans le désenclavement du sud de la Flandre orientale , en raison de l'absence d'une liaison autoroutière entre Bruxelles et les régions traversées.

### Leupegem - Avelgem - Courtrai
A Leupegem, juste avant Audenarde, la route tourne vers le sud-ouest et suit la rive droite de l' Escaut jusqu'à Berchem. La route traverse l'Escaut via le Pont Kluisbergen puis continue ensuite sur la rive gauche jusqu'à Avelgem avant de tourner plus à l'ouest vers Courtrai . À Courtrai la route rejoint le R36 , dit "le petit périphérique de Courtrai".
Le tronçon entre Avelgem et Zwevegem est connu pour de nombreux accidents dus à une vitesse excessive.
Une route a été conçu pour décharger le centre-ville de Zwevegem du trafic routier important. Elle est reprise sous la dénomination N391

### Courtrai - Ypres - La Côte
Après Courtrai, la N8 passe par Menin jusqu'à Ypres . La route jouait un grand rôle dans les déplacements de la région jusqu'à la construction de l'autoroute A19. Depuis Courtrai, la route traverse Bissegem , Wevelgem et Menin. Dans cette partie, le trafic routier y est davantage local. La route traverse ensuite Geluwe et Geluveld avant d'entrer finalement dans Ypres. Elle passe notamment devant le parc Bellewaerde.
Après Ypres, la route continue vers Furnes . La N8 y joue à nouveau un rôle important dans les flux de circulation, l'A19 n'ayant jamais été prolongée vers la Côte. Plusieurs villages sont traversés : Brielen , Elverdinge , Vleteren et Hoogstade . A Furnes, la N8 constitue le grand anneau contournant le centre ville. La N8 continue ensuite sur quelques kilomètres jusqu'à l'intersection avec la N34 , située à l' abbaye des Dunes dans la station balnéaire de Saint-Idesbald. (localité de Coxyde) .

## Histoire

### Bruxelles - Ninove
La route entre Bruxelles et Brakel via Ninove a été construite entre la fin du XVIIIe siècle et le milieu du XIXe siècle en pavés. Le nouveau tronçon de cette route, entre Bruxelles et Ninove, fut construit entre 1815 et 1830 sous domination hollandaise. À Ninove, la route traversait directement le centre via la Brusselstraat, la Beverstraat et la Geraardsbergsestraat.
La déviation ouest autour de Ninove n'a été construite que durant l' entre-deux-guerres

### Ninove - Brakel
Le tronçon entre Ninove et Brakel a été construit dans les années 1830. La Belgique venait alors d'être crée et investissait massivement dans de nouvelles routes.
À l'ouest de Ninove, il existait déjà une route médiévale plus étroite qui avait à peu près le même tracé entre Ninove et Ophasselt que la route construite en 1830. Cet ancien 'Chemin d'Audenaerde à Ninove'  avait un tracé sinueux et ne reliait pas Audenarde à Ninove via Brakel mais via Zegelsem , Elst , Michelbeke , la rue de Berendries , Audenhove-Sainte-Marie , Lierde-Sainte-Marie et Ophasselt.
Une route plus au sud, entre Ophasselt et Brakel, est construite, évitant les collines près de Audenhove-Sainte-Marie et passant par Nederbrakel . Sur les cartes de l'institut géographique national, la nouvelle route était nommée Route de Renaix à Ninove , Route d'Audenaerde à Bruxelles et Route de Tournay à Bruxelles (via Brakel), il s'agit de l'actuelle N48.

### Brakel - Avelgem
À l'ouest de Brakel, la N8 rejoint une ancienne route médiévale, qui allait d'Audenarde à Grammont via Brakel. À l'est de Brakel, cette route suivait l'actuelle N493 en direction de Grammont. Lorsque le tronçon Bruxelles Brakel est construit, la route emprunte un itinéraire plus au sud via le Kleiberg. .
Avant que la N8 n'atteigne Audenarde, elle tourne vers le sud à Leupegem pour suivre la rive droite de l'Escaut. Ici, la N8 rejoint une autre ancienne route locale qui reliait Berchem à la ville d'Audenarde. La route la plus importante passait autrefois sur la rive gauche de l'Escaut :il s'agissait d'une route goudronnée permettant de relier Tournai et Courtrai à Audenarde via Avelgem et Petegem .
À l'époque de la construction du tronçon Bruxelles-Brakel, un pont a été construit sur l'Escaut près de Berchem, permettant la connexion entre les deux rive et la déviation actuelle de la N8 par la rive droite. Il faudra cependant attendre 1960 pour que la route sur la rive droite soit achevée. Cela permit de soulager les villages de Petegem et Elsegem du trafic important .La nouvelle route, le tracé actuel, passe alors pars Melden.

### Avelgem - Courtrai
A la fin du XVIIIe siècle, seules des routes agricoles locales existaient entre Zwevegem et Avelgem. Dans la première moitié du XIXe siècle, une nouvelle « route » a été construite sur ces routes existantes, qui correspond au tracé actuel de la N8 (à l'exception d'un petit tronçon près de Heestert).
Dans la seconde moitié des années 1990, la N391 a été construite entre Knokke et Zwevegem , qui sert aujourd'hui de contournement du centre-ville.

### Courtrai - Ypres
Les routes entre Menin et Courtrai et entre Ypres et Menin datent d'environ 1750, avant l'élaboration des cartes Ferrari à la fin du XVIIIe siècle. Aucune autre modification n'a été apportée à ces itinéraires. La route de Menin entrait dans Ypres par la porte de Menin.

### Ypres - Furnes
Entre 1815 et 1830, le tronçon de route entre Elverdinge et Oostvleteren est construit sous domination hollandaise , complétant ainsi la liaison Ypres - Furnes. En 1841, la N8 (ou Routes de Furnes à Ypres pour l'administration belge francophone) passait encore à Elverdinge via la Sint-Livinusstraat et traversait directement Elzendamme.
Le nouveau tracé de la N8 reprend des routes plus anciennes sur certains tronçons (Ypres - Elverdinge et Oostvleteren - Hoogstade). Par exemple, la route Oostvleteren - Hoogstade avait déjà été construite entre 1704 et 1718.  
Pendant l'entre-deux-guerres, le tracé fut quelque peu repensé. À Elverdinge, il y aura une dérivation vers l'est et à Elzendamme un nouveau pont sera construit, déviant la route plus à l'ouest. Le pont actuel d'Elzendamme date des années 1950.
Dans les années 1990, l' A18 est construite et la N8 voit son tracé modifié par l'est de Furnes. L'ancienne route traversant le centre de Furnes porte depuis lors le numéro de route N8g .

### Furnes - Côte
Le tronçon au nord de Furnes a été construit bien plus tard que les autres tronçons de la N8. La station balnéaire de Coxyde-les-Bains n'est apparue que durant la fin du XIXème siècle ; Saint-Idesbald est apparu encore plus tard. Au cours de la première décennie du XXe siècle, l'actuelle N8  est construite entre Furnes et l'intersection avec la N396 . Ensuite, la route tourne vers le nord-ouest via l'actuelle Strandlaan, où se développera la station balnéaire de Saint-Idesbald sur la côte. Dans les années 1950, la N8 fut finalement étendue jusqu'à la RN34.